# José Luis Arroyo Carreras
José Luis Arroyo Carreras (Ejea de los Caballeros, Zaragoza, 8 de mayo de 1931-Pamplona,19 de febrero de 2005) fue un médico anestesiólogo y profesor universitario español, pionero de la anestesia en España.

## Biografía
Nació en la localidad zaragozana de Ejea de los Caballeros. Tras licenciarse en Medicina y Cirugía en la Universidad de Zaragoza continuó su formación especializándose en Anestesia en el Servicio de Anestesiología y Reanimación del Hospital Civil de Navarra (1958-1961), y en el Servicio de Anestesiología y Reanimación del Hospital Foch de Suresnes (París), donde completó su formación bajo la dirección de G. Vourch (1961-62). Durante su estancia en París, contactó con el doctor Viars, futuro director del Departamento de Anestesia del Hospital de la Pitié-Salpêtrière de París. Desde entonces estableció una estrecha y continuada colaboración, prolongada a través de los años, entre la Universidad de Navarra y el Hospital de la Pitié-Salpêtrière.
En 1962 se trasladó a Pamplona, incorporándose como médico adjunto al Servicio de Anestesiología y Reanimación de la Clínica Universidad de Navarra (CUN). Fue el primer director del Departamento de Anestesiología y Reanimación de la CUN (1964) y Profesor Ordinario de Anestesiología de la Facultad de Medicina de la Universidad de Navarra.

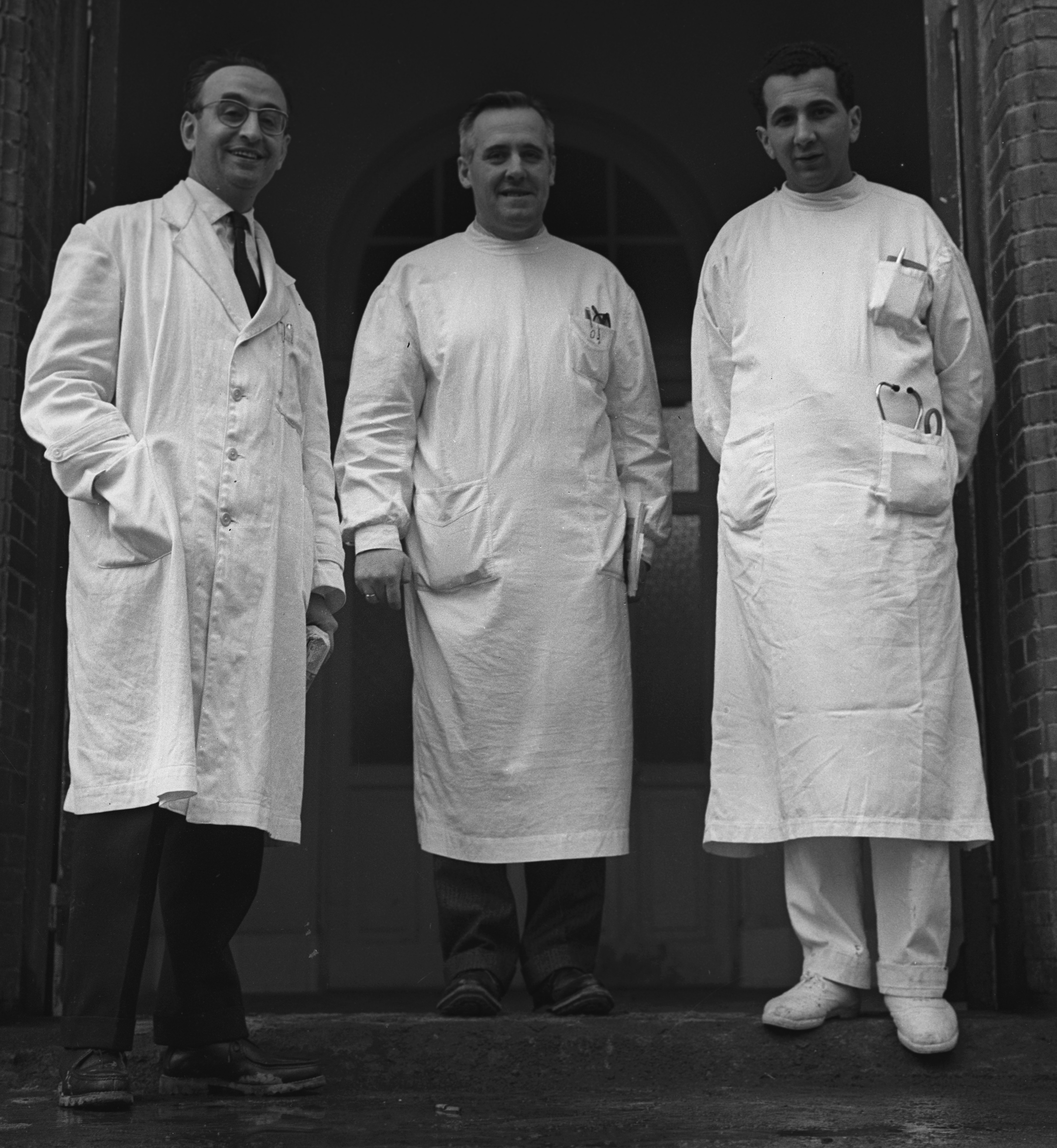
Los doctores Juan Antonio Paniagua, Eduardo Ortiz de Landázuri y José Luis Arroyo Carreras, en la puerta del pabellon F (Pamplona).

A través de su labor docente contribuyó con un reducido grupo de médicos anestesiólogos de su generación a configurar la estructura de la moderna anestesiología española.
Defendió su tesis doctoral sobre "El estado del equilibrio ácido base y su control en la cirugía a corazón abierto", dirigido por el doctor Diego Martínez Caro (mayo de 1968) con premio extraordinario de doctorado.
Participó activamente, junto con el doctor Miguel Ángel Nalda, en la fundación de la Sociedad Europea de Anestesiología en 1992.
Posteriormente dirigió catorce tesis doctorales de Anestesiología.
Pionero de la anestesia en España, elevó el nivel científico y profesional de la especialidad con la organización de numerosas reuniones internacionales de Anestesiología en la Facultad de Medicina de la Universidad de Navarra.
Falleció el 19 de febrero de 2005 en Pamplona, a los 73 años, tras una larga enfermedad. Fue el maestro de numerosos anestesiólogos.

## Asociaciones a las que perteneció
Fue miembro de las siguientes asociaciones médicas:
- Presidente de la Asociación Vasco-Navarra de Anestesia y Reanimación.
- Miembro correspondiente de la Société Française d’Anesthésie et de Réanimation.
- Delegado español de la Federación Mundial de Anestesiología.
- Miembro de la Academia de Ciencias Médicas Anestesiológicas.
- Miembro fundador de la Sociedad Europea de Anestesiología (1992).